# Skin (pel·lícula de 2018)
Skin (títol original en anglès: Skin) és una pel·lícula de drama biogràfic estatunidenca de 2018, escrita i dirigida pel cineasta d'origen israelià Guy Nattiv. Aquesta segueix la vida de Bryon Widner, un exmembre d'un grup neonazi skinhead, i protagonitzada per Jamie Bell, Danielle MacDonald, Daniel Henshall, Bill Camp, Louisa Krause, Zoe Colletti, Kylie Rogers, Colbi Gannett, Mike Colter i Vera Farmiga. La pel·lícula es va doblar i subtitular en català.
Es va estrenar al Festival Internacional de Cinema de Toronto el 8 de setembre de 2018. I va ser llançat el 27 de juny de 2019 a través de DirecTV Cinema abans de ser llançat el 26 de juliol de 2019 per A24.

## Argument
Després d'un incident amb l'incendi d'una mesquita, Bryon Widner (Jamie Bell) decideix deixar el moviment supremacista blanc. Es casa amb Julie (Danielle Macdonald) i comença a treballar feines al costat de treballadors il·legals, que l'accepten. Com que surt als fitxers de l'FBI els serveis socials no li poden aconseguir altres feines millors.
Els membres supremacistes blancs decideixen llavors emprendre amb les represàlies disparant contra casa seva amb ell i la seva dona embarassada Julie a l'interior, però tots dos en surten il·lesos. Quan Bryon surt al carrer, veu el seu gos mort penjat d'un arbre.
Bryon es reuneix amb l'activista polític Daryle Lamont Jenkins (Mike Colter) i l'agent Marks (Mary Stuart Masterson) a l'oficina de l'FBI. Utilitzant informació que Bryon els ha proporcionat, l'FBI assalta el compost supremacista blanc on Gavin intenta córrer, però és disparat. I Krager (Bill Camp) és arrestat.
Després de la dissolució del grup supremacista, Jenkins continua encapçalant One People Project i continua sent bon amic amb Bryon. Bryon pateix dos anys de cirurgies per eliminar-se els tatuatges de la cara i de la mà. I a més, es posa a treballar per obtenir una llicenciatura en psicologia criminal i parla a tot el país sobre la tolerància i la inclusió des de la seva pròpia experiència.

## Repartiment
- Jamie Bell com a Bryon «Pitbull» Widner 
  - Tyler Williamson com a jove Bryon
- Vera Farmiga com a Shareen Krager
- Danielle Macdonald com a Julie Price
- Mike Colter com a Daryle Lamont Jenkins
- Bill Camp com a Fred «Hammer» Krager
- Mary Stuart Masterson com a agent Jackie Marks
- Daniel Henshall com a Slayer
- Ari Barkan com a Bulldog
- Justin Wilson com Mike
- Scott Thomas com a Sean
- Michael Villar com Jerry
- Rob Figueroa com a profeta
- Russel Posner com a Gavin
- Louisa Krause com a April
- Zoe Colletti com a Desiree
- Kylie Rogers com a Sierra
- Colbi Gannett com a Iggy
- Jaime Ray Newman com a infermera Melissa Frye
- Jenna Leigh Green com a Rebecca Ramos

## Producció
L'11 de maig de 2017, Seville International va comprar els drets internacionals de Skin al 70è Festival de Cannes. I l'agost de 2018, es va informar que el compositor Dan Romer compondria la música del llargmetratge.
Al maig de 2017, es va anunciar que Jamie Bell i Danielle Macdonald protagonitzarien la pel·lícula, amb Nattiv escrivint el guió, produint i dirigint. El març del 2018, després que la producció de la pel·lícula hagués començat, es va anunciar que Vera Farmiga s'havia unit al repartiment de la pel·lícula, i l'esposa de Nattiv, Jaime Ray Newman, va estar produint. Aquest mateix mes, Mike Colter va ser protagonitzat per Daryle Lamont Jenkins, fundadora de One People's Project. Poc després, els actors Ari Barkan, Scott Thomas, Daniel Henshall, Michael Villar, Justin Wilson i Russel Posner es van unir al repartiment.
El rodatge va començar el gener del 2018 a Kingston (Nova York), i es va acabar el març del 2018.

## Estrena
Skin es va estrenar en el Festival Internacional de Cinema de Toronto el 8 de setembre de 2018. Poc després, A24 i DirecTV Cinema van adquirir drets de distribució de la pel·lícula. I va ser publicada a través de DirecTV Cinema el 27 de juny de 2019 i estava previst per a una publicació limitada el 26 de juliol de 2019.

## Crítica
Skin posseeix una qualificació d'aprovació del 78% al lloc web Rotten Tomatoes, basat en 72 comentaris, amb una mitjana ponderada de 6,72/10. El consens del lloc diu que: "Skin podria anar més a fons per sota de la seva superfície, però una història digna i una actuació compromesa de Jamie Bell fan que aquest drama puntual sigui digne de veure". Pel que fa a Metacritic, la pel·lícula té una valoració de 58 sobre 100, basada en 20 crítics, cosa que indica "ressenyes mixtes o mitjanes".